# 中山道

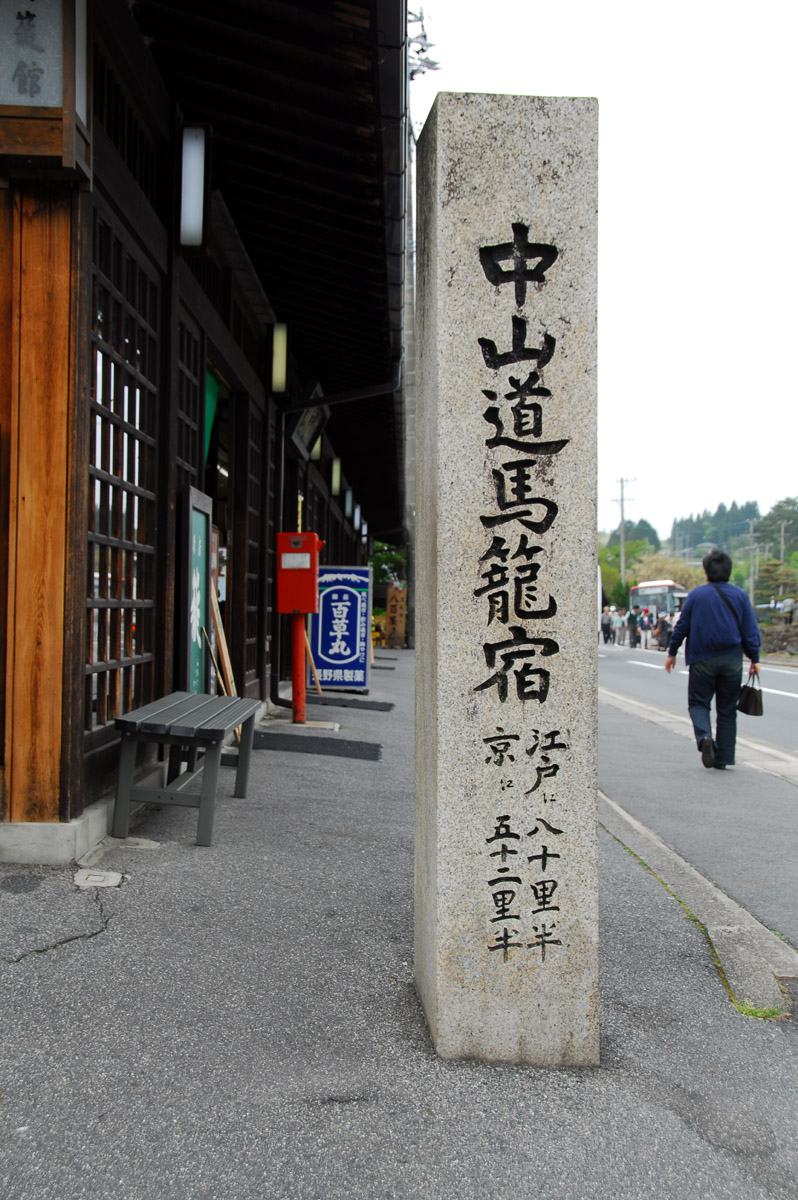
中山道沿線宿場之一的馬籠宿道碑

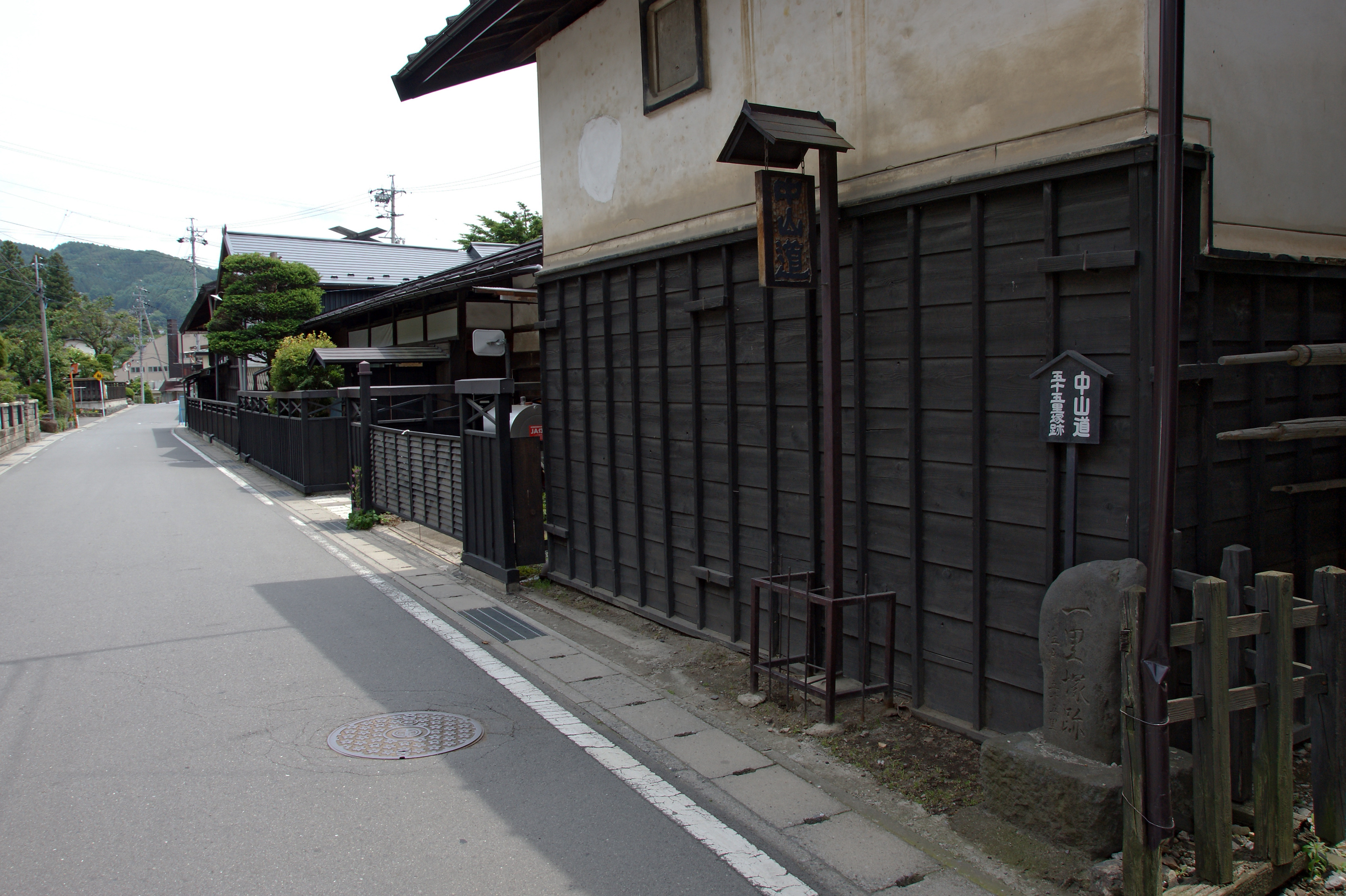
五十五里塚跡（下諏訪宿）

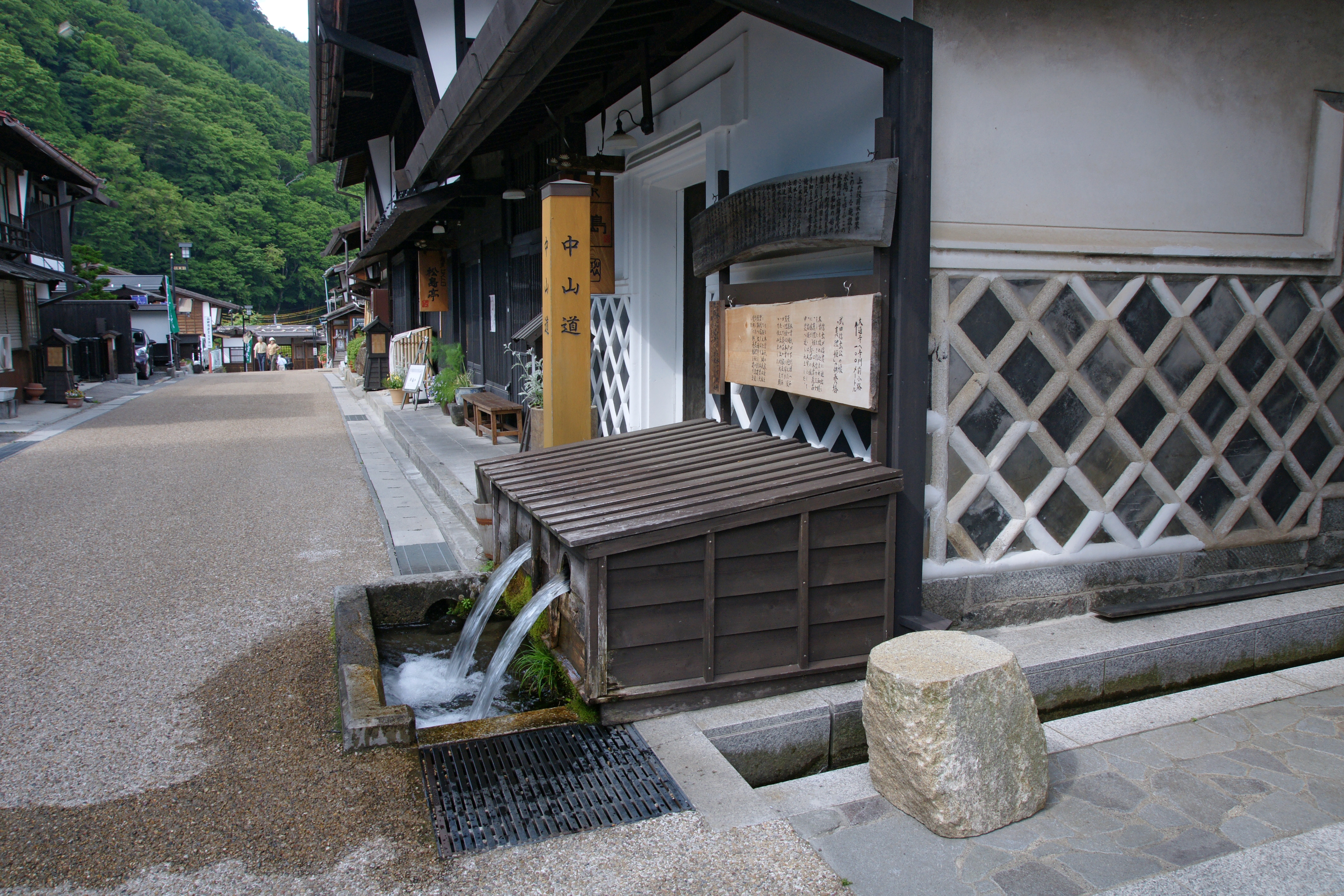
中山道上的段（福島宿 (中山道)）

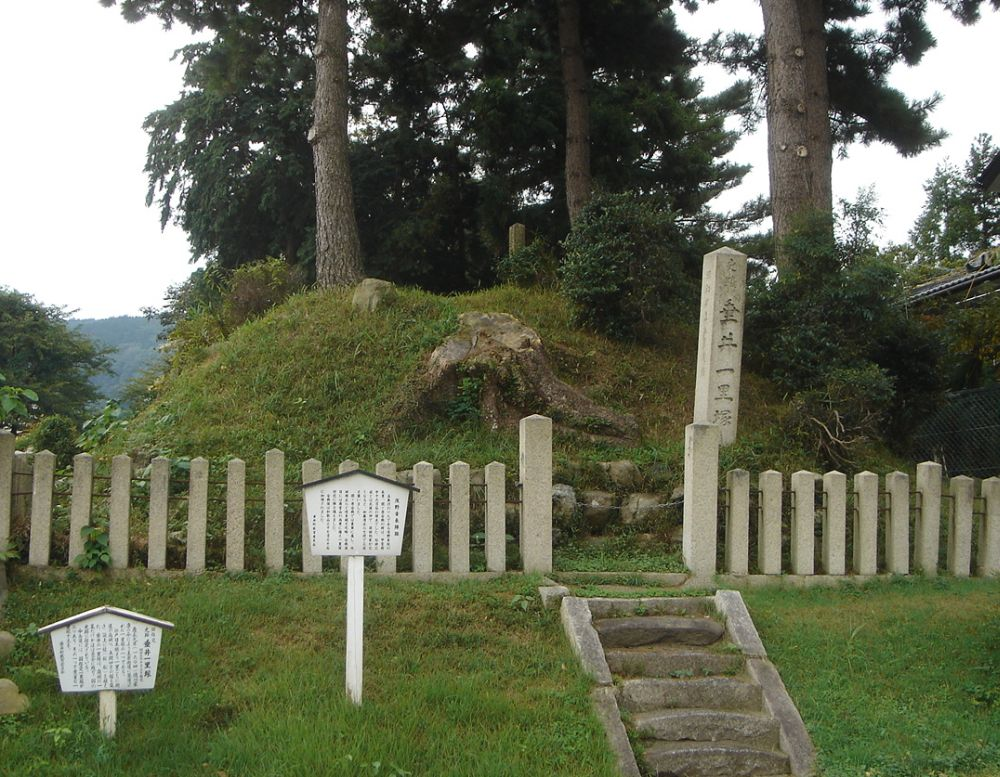
一里塚（岐阜縣垂井町）

中山道（日语：／ Nakasendō */?），是日本江戶時代的五街道之一，也寫作「中仙道」、「仲仙道」，或稱「木曾街道」、「木曾路」，是從江戶（今日的東京）經內陸前往京都的道路。

## 概要
中山道的起點為東京的日本橋，終點為京都三條大橋，通過現在的東京都、埼玉縣、群馬縣、長野縣、岐阜縣、滋賀縣。日本橋到草津全線共129里，沿途有69個宿場，稱為中山道六十九次。其中從草津到三條大橋的路段是與東海道共用。

## 現在的相當道路
- 國道17號：東京 - 高崎
- 國道18號：高崎 - 輕井澤馬瀨口交差點
- 長野縣道9號線（日语：長野県道9号佐久軽井沢線）：輕井澤馬瀨口交差點 - 佐久市岩村田本町交差點
- 長野縣道44號線（日语：長野県道44号下仁田浅科線）：佐久市兒童未來館（子ども未来館）交差點 - 八幡西交差點
- 國道142號（日语：国道142号）：八幡西交差點 - 下諏訪
- 國道20號：下諏訪 - 塩尻
- 國道19號：塩尻 - 恵那 - 土岐
- 國道21號：土岐  - 御嵩 - 米原
- 國道8號：米原 - 栗東
- 國道1號：栗東 - 草津

## 六十九宿一覧

### 武藏國
- 日本橋（東京都中央區）

：甲州街道、日光街道、奧州街道、矢倉澤往還（青山通大山道）連結。本郷追分（東京都文京區弥生一丁目）日光御成街道連結。
1. 板橋宿（東京都板橋區）：川越街道連結。
2. 蕨宿（埼玉縣蕨市）
3. 浦和宿（埼玉縣埼玉市浦和區〈舊 浦和市〉）：府中通大山道連結。
4. 大宮宿（埼玉縣埼玉市大宮區〈舊 大宮市〉）
5. 上尾宿（埼玉縣上尾市）
6. 桶川宿（埼玉縣桶川市）
7. 鴻巢宿（埼玉縣鴻巢市）：熊谷宿間有間之宿日光脇往還的起點吹上宿。
8. 熊谷宿（埼玉縣熊谷市）：秩父往還、八王子通大山道連結。
9. 深谷宿（埼玉縣深谷市）
10. 本庄宿（埼玉縣本庄市）：下仁田道（上州姫街道）連結。

### 上野國
11. 新町宿（群馬縣高崎市〈舊 多野郡新町〉）
12. 倉賀野宿（群馬縣高崎市〈舊 群馬郡倉賀野町〉）　：日光例幣使街道連結。
13. 高崎宿（群馬縣高崎市）　：三國街道連結。
14. 板鼻宿（群馬縣安中市〈舊 碓冰郡板鼻町〉）
15. 安中宿（群馬縣安中市）
16. 松井田宿（群馬縣安中市〈舊 碓冰郡松井田町〉）
17. 坂本宿（群馬縣安中市〈舊 碓冰郡坂本町〉）

### 信濃國
18. 輕井澤宿（長野縣北佐久郡輕井澤町）
19. 沓掛宿（長野縣北佐久郡輕井澤町）
20. 追分宿（長野縣北佐久郡輕井澤町）：信濃追分。北國脇往還（北國街道、善光寺街道）連結。
21. 小田井宿（長野縣北佐久郡御代田町）
22. 岩村田宿（長野縣佐久市）
23. 鹽名田宿（長野縣佐久市〈舊 北佐久郡淺科村〉）
24. 八幡宿（長野縣佐久市〈舊 北佐久郡淺科村〉）
25. 望月宿（長野縣佐久市〈舊 北佐久郡望月町〉）　：蘆田宿間有間之宿——茂田井宿。
26. 蘆田宿（長野縣北佐久郡立科町）
27. 長久保宿（長野縣小縣郡長和町〈舊 小縣郡長門町〉）
28. 和田宿（長野縣小縣郡長和町〈舊 小縣郡和田村〉）
29. 下諏訪宿（長野縣諏訪郡下諏訪町）　：甲州街道連結。
30. 塩尻宿（長野縣塩尻市）　：三州街道（塩之道）連結。
31. 洗馬宿（長野縣塩尻市）　：北國西脇往還（北國西街道、善光寺街道、善光寺西街道）連結。
32. 本山宿（長野縣塩尻市）
33. 贄川宿（長野縣塩尻市〈舊 木曾郡楢川村〉）
34. 奈良井宿（長野縣塩尻市〈舊 木曾郡楢川村〉）
35. 藪原宿（長野縣木曾郡木祖村）
36. 宮越宿（長野縣木曾郡木曾町〈舊 木曾郡日義村〉）
37. 福島宿（長野縣木曾郡木曾町〈舊 木曾郡木曾福島町〉）
38. 上松宿（長野縣木曾郡上松町）
39. 須原宿（長野縣木曾郡大桑村）
40. 野尻宿（長野縣木曾郡大桑村）
41. 三留野宿（長野縣木曾郡南木曾町）
42. 妻籠宿（長野縣木曾郡南木曾町）：馬籠宿間有間之宿 大妻籠。
43. 馬籠宿（岐阜縣中津川市〈舊 長野縣木曾郡山口村〉）

### 美濃国
44. 落合宿（岐阜縣中津川市）
45. 中津川宿（岐阜縣中津川市）
46. 大井宿（岐阜縣惠那市）：下街道（善光寺道）連結。
47. 大湫宿（岐阜縣瑞浪市）
48. 細久手宿（岐阜縣瑞浪市）
49. 御嶽宿（岐阜縣可兒郡御嵩町）
50. 伏見宿（岐阜縣可兒郡御嵩町）：上街道（木曾街道）連結。
51. 太田宿（岐阜縣美濃加茂市）
52. 鵜沼宿（岐阜縣各務原市）　：加納宿間有間之宿——新加納。
53. 加納宿（岐阜縣岐阜市）
54. 河渡宿（岐阜縣岐阜市）
55. 美江寺宿（岐阜縣瑞穗市〈舊 本巢郡巢南町〉）
56. 赤坂宿（岐阜縣大垣市）
57. 垂井宿（岐阜縣不破郡垂井町）：美濃路連結（美濃路追分）。
58. 關原宿（岐阜縣不破郡關原町）
59. 今須宿（岐阜縣不破郡關原町）

### 近江国
60. 柏原宿（滋賀縣米原市〈舊 坂田郡山東町〉）
61. 醒井宿（滋賀縣米原市〈舊 坂田郡米原町〉）
62. 番場宿（滋賀縣米原市〈舊 坂田郡米原町〉）：北陸道連結。
63. 鳥居本宿（滋賀縣彦根市）：北陸道、朝鮮人街道連結。
64. 高宮宿（滋賀縣彦根市）
65. 愛知川宿（滋賀縣愛知郡愛知川町）
66. 武佐宿（滋賀縣近江八幡市）
67. 守山宿（滋賀縣守山市）
68. 草津宿（滋賀縣草津市）：東海道共有（草津追分）。
69. 大津宿（滋賀縣大津市）：東海道共有。北陸道連結。

### 山城国
- 三条大橋（京都府京都市東山區）：京街道連結。